# 北布魯克斯維爾 (佛羅里達州)
北布魯克斯維爾（英語：North Brooksville）是位於美國佛羅里達州赫爾南多縣的一個人口普查指定地區。

## 地理
北布魯克斯維爾的座標為28°33′48″N 82°24′02″W / 28.56333°N 82.40056°W，而該地最高點為海拔高度40米（即130英尺）。

## 人口
根據2010年美國人口普查的數據，北布魯克斯維爾的面積為17.07平方千米，當中陸地面積為17.02平方千米，而水域面積為0.05平方千米。當地共有人口3544人，而人口密度為每平方千米207人。